# Rallye du Mexique 2013
Le Rallye du Mexique 2013 est le 3e rallye du Championnat du monde des rallyes 2013.

## Résultats

### Classement final
| Rang              | Pilote             | Pilote            | Copilote             | Copilote          | Numéro            | Voiture               | Écurie                      | Temps             | Écart             | Points            |
| Toutes catégories | Toutes catégories  | Toutes catégories | Toutes catégories    | Toutes catégories | Toutes catégories | Toutes catégories     | Toutes catégories           | Toutes catégories | Toutes catégories | Toutes catégories |
| ----------------- | ------------------ | ----------------- | -------------------- | ----------------- | ----------------- | --------------------- | --------------------------- | ----------------- | ----------------- | ----------------- |
| 1.                | Sébastien Ogier    | France            | Julien Ingrassia     | France            | 8                 | Volkswagen Polo WRC R | Volkswagen Motorsport       | 4 h 30 min 31 s 2 | --                | 283               |
| 2.                | Mikko Hirvonen     | Finlande          | Jarmo Lehtinen       | Finlande          | 2                 | Citroën DS3 WRC       | Citroën Total Abu Dhabi WRT | 4 h 33 min 58 s 0 | +3 min 26 s 8     | 18                |
| 3.                | Thierry Neuville   | Belgique          | Nicolas Gilsoul      | Belgique          | 11                | Ford Fiesta RS WRC    | Qatar M-Sport WRT           | 4 h 34 min 50 s 8 | +4 min 19 s 6     | 15                |
| 4.                | Dani Sordo         | Espagne           | Carlos del Barrio    | Espagne           | 3                 | Citroën DS3 WRC       | Citroën Total Abu Dhabi WRT | 4 h 36 min 33 s 7 | +6 min 02 s 5     | 12                |
| 5.                | Nasser Al-Attiyah  | Qatar             | Giovanni Bernacchini | Italie            | 6                 | Ford Fiesta RS WRC    | Qatar World Rally Team      | 4 h 39 min 01 s 6 | +8 min 30 s 4     | 10                |
| 6.                | Chris Atkinson     | Australie         | Stéphane Prévot      | Belgique          | 10                | Citroën DS3 WRC       | Citroën Total Abu Dhabi WRT | 4 h 41 min 55 s 0 | +11 min 23 s 8    | 8                 |
| 7.                | Ken Block          | États-Unis        | Alex Gelsomino       | Italie            | 43                | Ford Fiesta RS WRC    | Hoonigan Racing Division    | 4 h 42 min 15 s 3 | +11 min 44 s 1    | 6                 |
| 8.                | Beníto Guerra      | Mexique           | Borja Rozada         | Espagne           | 14                | Citroën DS3 WRC       | Beníto Guerra               | 4 h 43 min 12 s 3 | +12 min 41 s 1    | 4                 |
| 9.                | Martin Prokop      | Tchéquie          | Michal Ernst         | Tchéquie          | 21                | Ford Fiesta RS WRC    | Jipocar Czech National Team | 4 h 44 min 56 s 0 | +14 min 24 s 8    | 2                 |
| 10.               | Evgeny Novikov     | Russie            | Ilka Minor           | Autriche          | 5                 | Ford Fiesta RS WRC    | Qatar M-Sport WRT           | 4 h 47 min 42 s 3 | +17 min 11 s 1    | 1                 |
| 11.               | Mads Østberg       | Norvège           | Jonas Andersson      | Suède             | 4                 | Ford Fiesta RS WRC    | Qatar M-Sport WRT           | 4 h 57 min 07 s 4 | +26 min 36 s 2    | 2                 |
| 16.               | Jari-Matti Latvala | Finlande          | Miikka Anttila       | Finlande          | 7                 | Volkswagen Polo WRC R | Volkswagen Motorsport       | 5 h 25 min 20 s 3 | +54 min 49 s 1    | 1                 |

3, 2, 1 : y compris les 3, 2 et 1 points attribués aux trois premiers de la spéciale télévisée (power stage).

### Spéciales chronométrées
| Étape          | Spéciale | Heure | Nom                             | Distance | Vainqueur        | Vainqueur | Temps         | Leader           | Leader   |
| -------------- | -------- | ----- | ------------------------------- | -------- | ---------------- | --------- | ------------- | ---------------- | -------- |
| 1re (7-8 mars) | ES1      | 20h09 | Monster Street Stage Guanajuato | 1,05 km  | Thierry Neuville | Belgique  | 53 s 7        | Thierry Neuville | Belgique |
| 1re (7-8 mars) | ES2      | 20h47 | Parque Bicentenario             | 2,60 km  | Sébastien Ogier  | France    | 2 min 25 s 3  | Sébastien Ogier  | France   |
| 1re (7-8 mars) | ES3      | 07h23 | El Cubilete 1                   | 21,91 km | Sébastien Ogier  | France    | 12 min 50 s 7 | Sébastien Ogier  | France   |
| 1re (7-8 mars) | ES4      | 08h11 | Las Minas 1                     | 15,31 km | Mads Østberg     | Norvège   | 11 min 18 s 4 | Mads Østberg     | Norvège  |
| 1re (7-8 mars) | ES5      | 08h52 | Los Mexicanos 1                 | 9,76 km  | Mads Østberg     | Norvège   | 7 min 44 s 0  | Mads Østberg     | Norvège  |
| 1re (7-8 mars) | ES6      | 09h35 | El Chocolate 1                  | 30,57 km | Sébastien Ogier  | France    | 23 min 28 s 8 | Sébastien Ogier  | France   |
| 1re (7-8 mars) | ES7      | 11h38 | Street Stage León 1             | 1,23 km  | Sébastien Ogier  | France    | 1 min 15 s 6  | Sébastien Ogier  | France   |
| 1re (7-8 mars) | ES8      | 13h33 | El Cubilete 2                   | 21,91 km | Sébastien Ogier  | France    | 12 min 43 s 9 | Sébastien Ogier  | France   |
| 1re (7-8 mars) | ES9      | 14h21 | Las Minas 2                     | 15,31 km | Mads Østberg     | Norvège   | 11 min 07 s 5 | Sébastien Ogier  | France   |
| 1re (7-8 mars) | ES10     | 15h02 | Los Mexicanos 2                 | 9,76 km  | Mads Østberg     | Norvège   | 7 min 37 s 6  | Sébastien Ogier  | France   |
| 1re (7-8 mars) | ES11     | 15h45 | El Chocolate 2                  | 30,57 km | Sébastien Ogier  | France    | 22 min 54 s 6 | Sébastien Ogier  | France   |
| 1re (7-8 mars) | ES12     | 18h00 | Super Special 1                 | 2,21 km  | Sébastien Ogier  | France    | 1 min 37 s 7  | Sébastien Ogier  | France   |
| 1re (7-8 mars) | ES13     | 18h45 | Super Special 2                 | 2,21 km  | Sébastien Ogier  | France    | 1 min 35 s 5  | Sébastien Ogier  | France   |
| 2e (9 mars)    | ES14     | 8h58  | Ibarrilla 1                     | 30,04 km | Sébastien Ogier  | France    | 17 min 49 s 8 | Sébastien Ogier  | France   |
| 2e (9 mars)    | ES15     | 10h16 | Otates 1                        | 42,17 km | Sébastien Ogier  | France    | 30 min 21 s 4 | Sébastien Ogier  | France   |
| 2e (9 mars)    | ES16     | 11h59 | Street Stage León 2             | 1,23 km  | Mikko Hirvonen   | Finlande  | 1 min 15 s 8  | Sébastien Ogier  | France   |
| 2e (9 mars)    | ES17     | 14h04 | Ibarrilla 2                     | 30,04 km | Sébastien Ogier  | France    | 17 min 40 s 3 | Sébastien Ogier  | France   |
| 2e (9 mars)    | ES18     | 15h22 | Otates 2                        | 42,17 km | Sébastien Ogier  | France    | 29 min 55 s 4 | Sébastien Ogier  | France   |
| 2e (9 mars)    | ES19     | 17h12 | Super Special 3                 | 2,21 km  | Sébastien Ogier  | France    | 1 min 37 s 4  | Sébastien Ogier  | France   |
| 2e (9 mars)    | ES20     | 17h17 | Super Special 4                 | 2,21 km  | Sébastien Ogier  | France    | 1 min 35 s 0  | Sébastien Ogier  | France   |
| 3e (10 mars)   | ES21     | 8h58  | Guanajuatito                    | 54,85 km | Mikko Hirvonen   | Finlande  | 35 min 58 s 4 | Sébastien Ogier  | France   |
| 3e (10 mars)   | ES22*    | 30h31 | Derramadero                     | 21,14 km | Sébastien Ogier  | France    | 13 min 00 s 5 | Sébastien Ogier  | France   |
| 3e (10 mars)   | ES23     | 11h46 | Super Special 5                 | 4,42 km  | Dani Sordo       | Espagne   | 3 min 10 s 0  | Sébastien Ogier  | France   |

* : spéciale télévisée attribuant des points aux trois premiers pilotes

## Classements au championnat après l'épreuve

### Classement des pilotes
Selon le système de points en vigueur, les 10 premiers équipages remportent des points, 25 points pour le premier, puis 18, 15, 12, 10, 8, 6, 4, 2 et 1.
| Rang | Pilote             | Rallyes | Rallyes | Rallyes | Rallyes | Rallyes | Rallyes | Rallyes | Rallyes | Rallyes | Rallyes | Rallyes | Rallyes | Rallyes | Total points |
| Rang | Pilote             | MON     | SWE     | MEX     | POR     | ARG     | GRE     | ITA     | FIN     | GER     | AUS     | FRA     | ESP     | GBR     | Total points |
| ---- | ------------------ | ------- | ------- | ------- | ------- | ------- | ------- | ------- | ------- | ------- | ------- | ------- | ------- | ------- | ------------ |
| 1er  | Sébastien Ogier    | 18      | 18      | 283     | -       | -       | -       | -       | -       | -       | -       | -       | -       | -       | 67           |
| 2e   | Sébastien Loeb     | 25      | 25      | -       | -       | -       | -       | -       | -       | -       | -       | -       | -       | -       | 50           |
| 3e   | Mikko Hirvonen     | 12      | 0       | 18      | -       | -       | -       | -       | -       | -       | -       | -       | -       | -       | 30           |
| 4e   | Dani Sordo         | 15      | Ab      | 12      | -       | -       | -       | -       | -       | -       | -       | -       | -       | -       | 27           |
| 5e   | Mads Østberg       | 8       | 161     | 2       | -       | -       | -       | -       | -       | -       | -       | -       | -       | -       | 26           |
| 6e   | Thierry Neuville   | Ab      | 10      | 15      | -       | -       | -       | -       | -       | -       | -       | -       | -       | -       | 25           |
| 7e   | Jari-Matti Latvala | Ab      | 142     | 1       | -       | -       | -       | -       | -       | -       | -       | -       | -       | -       | 15           |
| 8e   | Martin Prokop      | 6       | 6       | 2       | -       | -       | -       | -       | -       | -       | -       | -       | -       | -       | 14           |
| 9e   | Bryan Bouffier     | 10      | -       | -       | -       | -       | -       | -       | -       | -       | -       | -       | -       | -       | 10           |
| 10e  | Nasser Al-Attiyah  | -       | -       | 10      | -       | -       | -       | -       | -       | -       | -       | -       | -       | -       | 10           |
| 11e  | Juho Hanninen      | Ab      | 8       | -       | -       | -       | -       | -       | -       | -       | -       | -       | -       | -       | 8            |
| 12e  | Chris Atkinson     | -       | -       | 8       | -       | -       | -       | -       | -       | -       | -       | -       | -       | -       | 8            |
| 13e  | Ken Block          | -       | -       | 6       | -       | -       | -       | -       | -       | -       | -       | -       | -       | -       | 6            |
| 14e  | Sepp Wiegand (en)  | 4       | 0       | -       | -       | -       | -       | -       | -       | -       | -       | -       | -       | -       | 4            |
| 15e  | Henning Solberg    | -       | 4       | -       | -       | -       | -       | -       | -       | -       | -       | -       | -       | -       | 4            |
| 16e  | Benito Guerra      | -       | -       | 4       | -       | -       | -       | -       | -       | -       | -       | -       | -       | -       | 4            |
| 17e  | Evgeny Novikov     | Ab      | 2       | 1       | -       | -       | -       | -       | -       | -       | -       | -       | -       | -       | 3            |
| 18e  | Olivier Burri      | 2       | -       | -       | -       | -       | -       | -       | -       | -       | -       | -       | -       | -       | 2            |
| 19e  | Michał Kościuszko  | 1       | 0       | Ab      | -       | -       | -       | -       | -       | -       | -       | -       | -       | -       | 1            |
| 20e  | Yazeed Al-Rajhi    | -       | 1       | -       | -       | -       | -       | -       | -       | -       | -       | -       | -       | -       | 1            |

| Couleur | Résultat                                                         |
| ------- | ---------------------------------------------------------------- |
| Or      | Vainqueur                                                        |
| Argent  | 2e place                                                         |
| Bronze  | 3e place                                                         |
| Vert    | Classé, dans les points                                          |
| Bleu    | Classé, hors des points Non classé (Nc.)                         |
| Mauve   | Abandon (Ab.) Retrait (Re.)                                      |
| Noir    | Disqualifié (Dq.)                                                |
| Blanc   | N'a pas pris le départ (Np.) Forfait (Forf.) Épreuve annulée (A) |
| Aucune  | N'a pas participé (-)                                            |

3, 2, 1 : y compris les 3, 2 et 1 points attribués aux trois premiers de la spéciale télévisée (power stage).

### Classement des constructeurs
| Rang | Équipe                                   | Rallyes | Rallyes | Rallyes | Rallyes | Rallyes | Rallyes | Rallyes | Rallyes | Rallyes | Rallyes | Rallyes | Rallyes | Rallyes | Total points |
| Rang | Équipe                                   | MON     | SUE     | MEX     | POR     | ARG     | GRE     | ITA     | FIN     | GER     | NZL     | FRA     | ESP     | GBR     | Total points |
| ---- | ---------------------------------------- | ------- | ------- | ------- | ------- | ------- | ------- | ------- | ------- | ------- | ------- | ------- | ------- | ------- | ------------ |
| 1er  | Citroën Total Abu Dhabi World Rally Team | 37      | 20      | 30      | -       | -       | -       | -       | -       | -       | -       | -       | -       | -       | 87           |
| 2e   | Volkswagen Motorsport                    | 18      | 37      | 26      | -       | -       | -       | -       | -       | -       | -       | -       | -       | -       | 81           |
| 3e   | Qatar M-Sport World Rally Team           | 10      | 21      | 6       | -       | -       | -       | -       | -       | -       | -       | -       | -       | -       | 37           |
| 4e   | Qatar World Rally Team                   | 0       | 10      | 25      | -       | -       | -       | -       | -       | -       | -       | -       | -       | -       | 35           |
| 5e   | Abu Dhabi Citroën Total World Rally Team | 15      | 0       | 8       | -       | -       | -       | -       | -       | -       | -       | -       | -       | -       | 23           |
| 6e   | Jipocar Czech National Team              | 0       | 8       | 6       | -       | -       | -       | -       | -       | -       | -       | -       | -       | -       | 14           |
| 7e   | Lotos Team WRC                           | 8       | 4       | 0       | -       | -       | -       | -       | -       | -       | -       | -       | -       | -       | 12           |